# Kradji
Kradji fou un territori de la Costa d'Ivori proper a la frontera amb Libèria i al nord de San Pedro, que Gran Bretanya i Alemanya van declarar neutral el 1888 junt amb el país del Salaga i el país de l'Alt Volta. El 1890 van haver de reconèixer la zona dins l'àrea d'influència francesa. Avui dia és un departament (subdivisió de tercer nivell).